# Fantastická zvířata a kde je najít (film)
Fantastická zvířata a kde je najít (v anglickém originále Fantastic Beasts and Where to Find Them) je fantasy film, spin-off k filmové a knižní sérii o Harrym Potterovi. Režie se ujal David Yates, který režíroval také poslední čtyři filmy z potterovské série. Česká premiéra filmu proběhla 17. listopadu 2016.

## Děj
Děj začíná na podzim roku 1926, dlouho před potterovskou sérií. Britský čaroděj a magizoolog Mlok Scamander dorazí do New Yorku. Zde se setká s Mary Lou Holkostovou, nekouzelnicí (či také nečar nebo mudla) v čele Filantropické společnosti Nového Salemu, která tvrdí, že čarodějové a čarodějky jsou skuteční a představují vážné nebezpečí. Mezitím z Mlokova magického kufříku uprchne hrabák, fantastický tvor kradoucí lesknoucí se předměty. Při snaze jej chytit se Mlok seznámí s nečarem Jacobem Kowalskim, laskavým pekařem, který se snaží otevřít si vlastní pekárnu. Omylem si prohodí kufříky. Jelikož je ve Spojených státech zakázán chov magických zvířat, Mloka zatkne Porpentina „Tina“ Goldsteinová, bývalá bystrozorka Kouzelnického kongresu Spojených států amerických (zkráceně KOKUSA). Jelikož kufřík, který má Mlok u sebe, patří Jacobovi, obsahuje jen pečené dobroty. Mlok je proto propuštěn. Mezitím u sebe doma Jacob otevře Mlokův kufřík a nechtěně vypustí několik zvířat na svobodu.
Poté, co Mlok a Tina naleznou Jacoba a kufřík, vezme Tina oba dva k sobě domů a seznámí je se svou sestrou Queenie, vnitrozpytkou (čarodějka se schopností číst myšlenky). Je na první pohled zřejmé, že to Jacoba a Queenie k sobě přitahuje, ovšem američtí čarodějové a čarodějky mají zakázané jakékoliv styky s nečary. Když jdou všichni spát, Mlok vezme Jacoba k sobě do kufříku, pomocí kouzel značně zvětšeného a poskytující tak útočiště mnoha různým fantastickým zvířatům. Jedno z nich je bouřlivák Frank, magický pták schopný vyvolat bouři: právě kvůli němu je Mlok v Americe. Dalším z nich je obskurus, velmi nebezpečný magický parazit, který vznikne v magicky nadaném dítěti, pokud potlačuje své schopnosti; takoví jedinci se málokdy dožijí věku vyššího než deseti let.
Poté, co z Tinina bytu uprchnou a lapí dvě ze tří uprchlých zvířat a skryjí se v kufříku, Tina odnese kufr do KOKUSy, ale všichni jsou na místě zatčeni, jelikož představení věří, že jedno z Mlokových zvířat je zodpovědné za smrt senátora Henryho Shawa mladšího, který byl ve skutečnosti zabit obskurem, jenž řádí v New Yorku. Ředitel magické bezpečnosti, Percival Graves, proto obviní Mloka ze spolupráce s nechvalně proslulým černokněžníkem Gellertem Grindelwaldem a rozhodne zničit kufřík, vymazat Jacobovi paměť a Mloka s Tinou popravit. Dvojici se podaří za pomoci Queenie a Jacoba uprchnout a kufřík vzít s sebou. Díky pomoci od Gnarlacka, skřeta a gangstera, následně naleznou a chytnou poslední uprchlé zvíře.
Vedlejší dějová linie sleduje Credence Holkosta, podivína a adoptivního syna Mary Lou, která jej často bije. Právě s ním se Graves často setkává a nabízí mu vyučování kouzel výměnou za pomoc při snaze vypátrat obskura, který způsobuje destrukci po celém městě. Jednoho večera chlapec nalezne hůlku pod postelí Modesty, své nevlastní sestry, a Mary Lou okamžitě pojme podezření, že je ve skutečnosti jeho. Když jej hodlá potrestat, do domu vrazí obskurus, zabije Mary Lou a její nejstarší dceru Chastity. Graves se dovtípí, že hostitel obskura je právě malá Modesty, a Credence nazve motákem a odmítne své závazky; chlapec je mu už k ničemu. Tehdy Credence popadne záchvat a vyjde najevo, že právě on je obskuriál, který se dožil dospělosti jen díky vysoké intenzitě jeho magického nadání. V podobě obskura vyrazí ven a zaútočí na celé město.
Mlok později nalezne Credence v tunelu metra, je ale napaden Gravesem. Tina, která se v minulosti snažila Credence chránit před Mary Lou, se pokusí chlapce uklidnit, zatímco Graves se jej snaží přimět na svou stranu. Jak se Credence vrátí do lidské podoby, prezidentka KOKUSy Seraphina Picqueryová a několik bystrozorů vtrhnou do metra a na chlapce zaútočí: obskurus zdánlivě umírá a vypaří se, ovšem Mlok jako jediný uvidí maličký kousek obskura, jak se vznáší a odletí kamsi pryč... Graves přizná, že plánoval využít obskura, aby odhalil existenci kouzelnického světa nečarům a hodil to na krk Mlokovi. Nesouhlasí s přístupem KOKUSy skrývat čaroděje před nečary a nechce v tom nadále pokračovat. Picqueryová nařídí Gravese zatknout, ten se ale s lehkostí ubrání. Mlok využije pomoci jednoho ze svých zvířat a odhalí pravou Gravesovu totožnost: Gellert Grindelwald. Černokněžník je vzápětí zatčen.
Celý kouzelnický svět je v návaznosti na předchozí události odhalen nečarům. Mlok proto vypustí Franka, který vyvolá déšť a rozptýlí paměťový lektvar, což všem nečarům vymaže krátkodobou paměť, zatímco čarodějové napraví všechnu destrukci. Vše se tak vrátí do starých kolejí. Queenie políbí Jacoba na rozloučenou a déšť mu vymaže vzpomínky. Mlok se vrátí do Anglie s úmyslem napsat knihu o fantastických zvířatech. Jacob si otevře vysněnou pekárnu a očividně se mu daří dobře, až jej jednoho dne navštíví Queenie. Úsměv na tváři prozrazuje, že je mu přece jen povědomá.

## Obsazení
| Eddie Redmayne      | Mlok Scamander                 |
| Dan Fogler          | Jacob Kowalski                 |
| Katherine Waterston | Porpentina „Tina“ Goldsteinová |
| Alison Sudol        | Queenie Goldsteinová           |
| Colin Farrell       | Percival Graves                |
| Ezra Miller         | Credence Holkost               |
| Carmen Ejogo        | Seraphina Picqueryová          |
| Samantha Morton     | Mary Lou Holkostová            |
| Jon Voight          | Henry Shaw starší              |
| Josh Cowdery        | Henry Shaw mladší              |
| Ron Perlman         | Gnarlack                       |
| Faith Wood-Blagrove | Modesty Holkostová             |
| Johnny Depp         | Gellert Grindelwald            |

## Produkce

### Natáčení
Filmové přípravy začaly v září 2013, přičemž hlavní natáčení začalo 17. srpna 2015 a skončilo v lednu 2016.

## Vydání a pokračování
V prosinci 2015 byla zveřejněna první ukázka z filmu. Česká premiéra následně proběhla 17. listopadu 2016. O dva roky později, 15. listopadu 2018 mělo premiéru pokračování s názvem Fantastická zvířata: Grindelwaldovy zločiny.